# 时光大战
《时光大战》（英語：Online），中国大陆科幻动作片，导演和编剧是李长欣，主演刘萌萌、李宁、康恩赫、张炜迅、彤阳、杜奕霏、罗光敏。该片根据《反恐精英》游戏改编而成。

## 剧情
该片讲述一名游戏玩家“童凡”被卷入了虚拟的游戏基地裡，在那里完成任务并且成功逃出的故事。

## 演出
- 康恩赫 出演 童凡
- 刘萌萌 出演 护士
- 张炜迅 出演 薛强
- 李宁 出演 队长
- 罗光敏 出演 炸弹包匪
- 杜奕霏 出演 厉娜
- 彤阳 出演 女警察
- 李嘉曦 出演 小胖